# Anthony Rouault
Anthony Rouault (* 29. května 2001) je francouzský profesionální fotbalista, který hraje na pozici středního obránce za německý klub VfB Stuttgart.

## Kariéra
Rouault se připojil k mládežnické akademii Toulouse v roce 2016. Svůj profesionální debut si odbyl 17. října 2020 při výhře 1:0 v Ligue 2 nad Ajacciem.
Dne 1. září 2023 byl Rouault zapůjčen do VfB Stuttgart do konce sezóny. Když si v březnu 2024 Stuttgart definitivně zajistil příslušnost v Bundeslize i pro následující sezónu 2024/25, Rouault podepsal s klubem trvalou smlouvu platící do června 2027.

## Statistiky

### Klubové
Platí k zápasu hranému 6. října 2024.
| Klub                      | Sezóna            | Liga                   | Liga   | Liga | Národní pohár | Národní pohár | Kontinentální | Kontinentální | Ostatní | Ostatní | Celkově | Celkově |
| Klub                      | Sezóna            | Soutěž                 | Zápasy | Góly | Zápasy        | Góly          | Zápasy        | Góly          | Zápasy  | Góly    | Zápasy  | Góly    |
| ------------------------- | ----------------- | ---------------------- | ------ | ---- | ------------- | ------------- | ------------- | ------------- | ------- | ------- | ------- | ------- |
| Toulouse II               | 2018/19           | Championnat National 2 | 8      | 0    | —             | —             | —             | —             | —       | —       | 8       | 0       |
| Toulouse II               | 2019/20           | Championnat National 2 | 8      | 0    | —             | —             | —             | —             | —       | —       | 8       | 0       |
| Toulouse II               | 2020/21           | Championnat National 2 | 1      | 1    | —             | —             | —             | —             | —       | —       | 1       | 1       |
| Toulouse II               | Celkově           | Celkově                | 17     | 1    | —             | —             | —             | —             | —       | —       | 17      | 1       |
| Toulouse                  | 2020/21           | Ligue 2                | 15     | 0    | 3             | 0             | —             | —             | 0       | 0       | 18      | 0       |
| Toulouse                  | 2021/22           | Ligue 2                | 27     | 4    | 1             | 0             | —             | —             | —       | —       | 28      | 4       |
| Toulouse                  | 2022/23           | Ligue 1                | 37     | 2    | 3             | 0             | —             | —             | —       | —       | 40      | 2       |
| Toulouse                  | 2023/24           | Ligue 1                | 0      | 0    | 0             | 0             | —             | —             | —       | —       | 0       | 0       |
| Toulouse                  | Celkově           | Celkově                | 79     | 6    | 7             | 0             | —             | —             | —       | —       | 86      | 6       |
| VfB Stuttgart (hostování) | 2023/24           | Bundesliga             | 22     | 0    | 2             | 0             | —             | —             | —       | —       | 24      | 0       |
| VfB Stuttgart             | 2024/25           | Bundesliga             | 4      | 0    | 0             | 0             | 2             | 0             | 1       | 0       | 7       | 0       |
| Celkově v kariéře         | Celkově v kariéře | Celkově v kariéře      | 122    | 7    | 9             | 0             | 2             | 0             | 1       | 0       | 134     | 7       |

## Úspěchy
Toulouse
- Coupe de France: 2022/23
- Ligue 2: 2021/22

Individuální
- Tým roku Ligue 2: 2021/22